# 鄭若庸
鄭若庸（1489年—1577年），字中伯，號虛舟，別號蛣蜣生，明朝蘇州崑山人。
弘治二年（1489年）出生，十六歲為諸生，屢試不第。曾因作奸犯科而被革除學籍。後以隱士自居。嘉靖六年（1527年）秋，游杭州，日後四處遊歷，以才學聞名吳中。嘉靖三十年（1551年），應趙王朱厚煜之聘，客於彰德趙王邸，擔任清客，趙王甚禮遇之。嘉靖三十三年，應翰林学士程文德和吏部尚书李默之邀，前往北京。嘉靖三十七年，趙王六十壽慶，鄭若庸撰文及《五福記》傳奇祝賀。鄭若庸曾應趙康王之託，而作《類雋》一千卷，欲媲美徐堅《初學記》、歐陽詢《藝文類聚》二書。嘉靖三十九年（1560年）趙王卒，移居山西清源。晚年隱居西洞庭。萬曆元年（1573年），王世懋过访，若庸时年八十五。次年，王世贞为《類雋》作序。萬曆五年（1577年）客死清源。著有《北游漫稿》、《蛣蜣集》等。